# 한국묘목협동조합
한국묘목협동조합은 산림수, 조경수, 관상수와 관련된 종자 및 묘목 생산업의 발전 도모를 목적으로 2005년 11월 2일 설립허가된 대한민국 농림축산식품부 소관의 협동조합이다. 사무실은 서울특별시 서초구 서초동 1340-3, 젤존빌딩 401호에 있다.